# Morderstwo w katedrze w Burgos

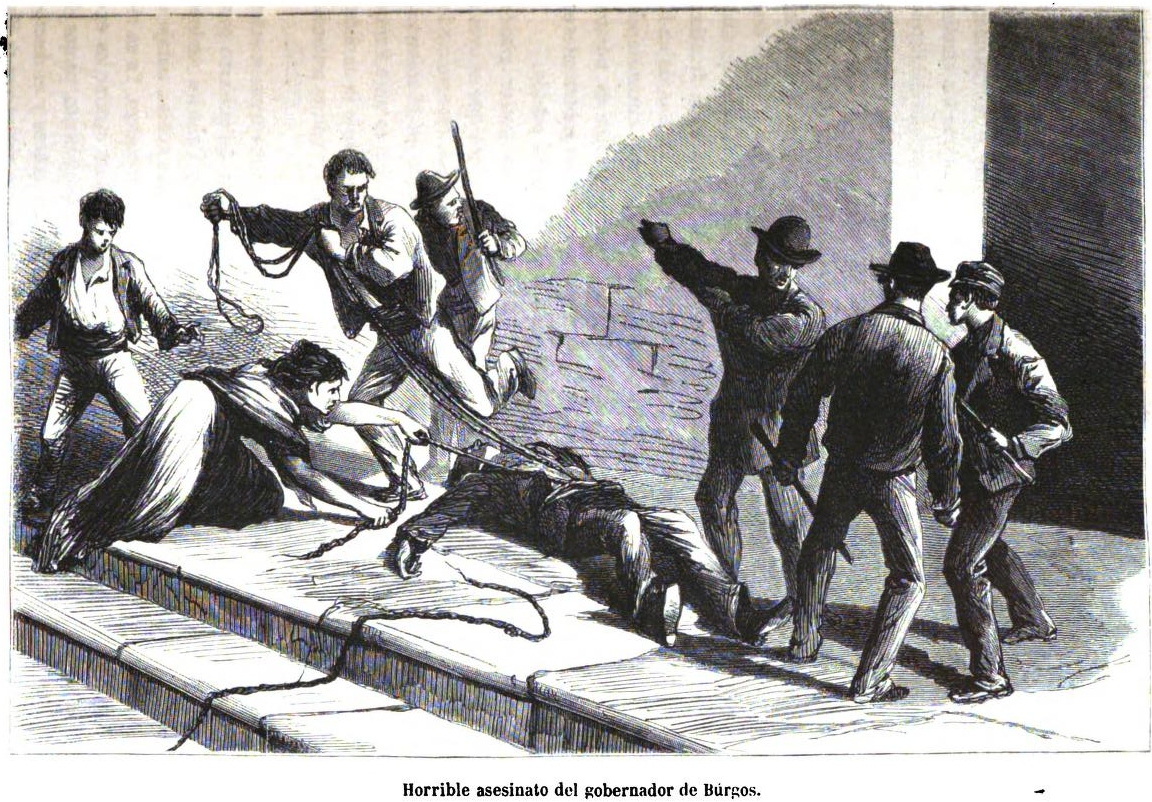
Ilustracja przedstawiająca morderstwo gubernatora Isidoro Gutiérreza de Castro

Morderstwo w katedrze w Burgos (Zamach na Isidoro Gutiérreza de Castro y Cossio) – wydarzenie w historii Hiszpanii mające miejsce 25 stycznia 1869 w katedrze w Burgos, w wyniku którego zamordowany został gubernator Isidoro Gutiérreza de Castro y Cossio.
Gubernator Isidoro Gutierrez de Castro 25 stycznia 1869 udał się do katedry w Burgos. Tam w czasie modlitwy został zaatakowany przez kilku księży. Powodem ataku była jego opozycyjna postawa wobec Kościoła i dążenie do ograniczenia jego wpływu na sprawy państwowe.
Morderstwo w katedrze spowodowało wstrząs w całej Hiszpanii, przejawiający się falą antyklerykalnych demonstracji. W wielu miastach doszło do rozruchów, w czasie których tłum wznosił okrzyki, śmierć nuncjuszowi papieskiemu. Uczestnicy protestu z drzwi konsulatu papieskiego zdarli godło papieskie, a następnie spalili je na ulicy.
O zabójstwo gubernatora oskarżonych zostało kilku księży. W czasie procesu jeden z nich otrzymał najwyższy wymiar kary, jakim był wyrok śmierci.